# Wapenboek Gelre

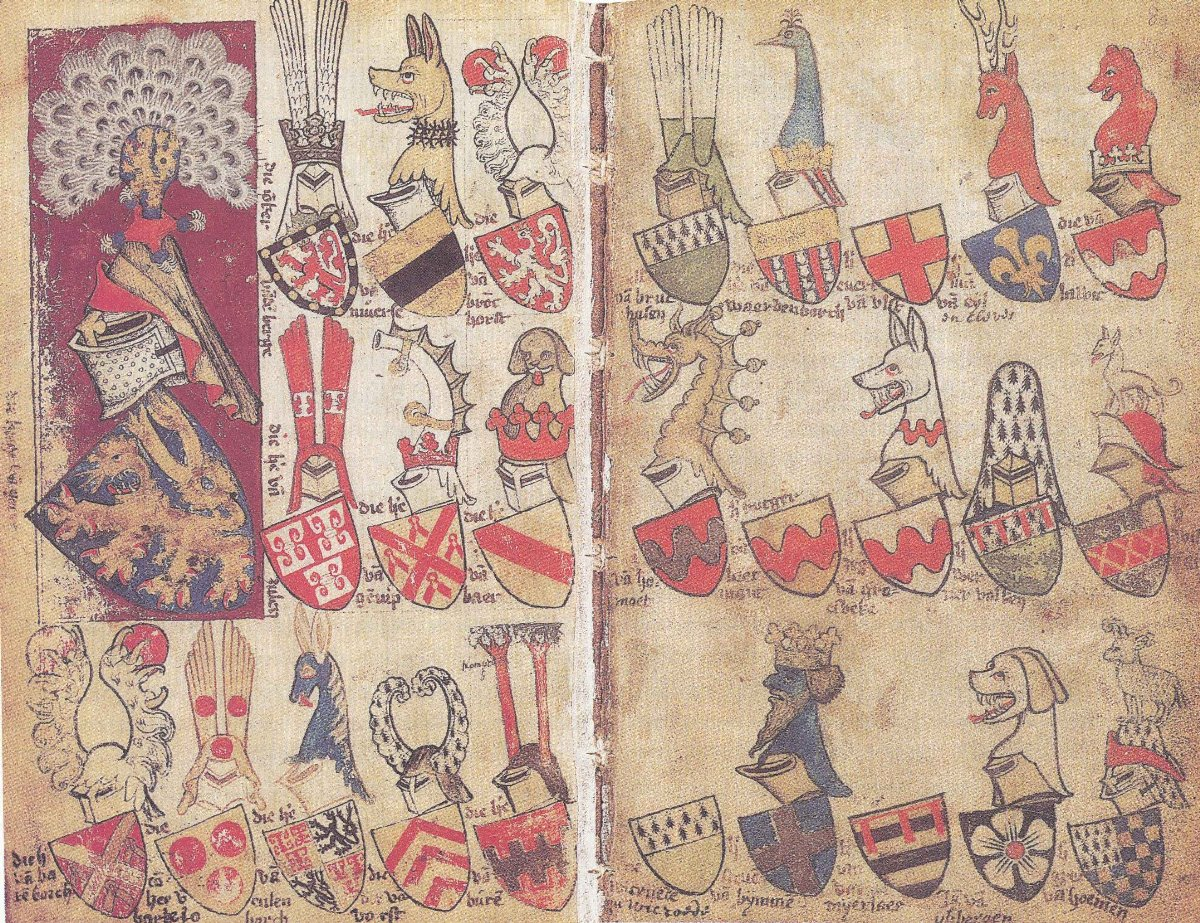
Gelderse wapens (ff. 88v en 89r)

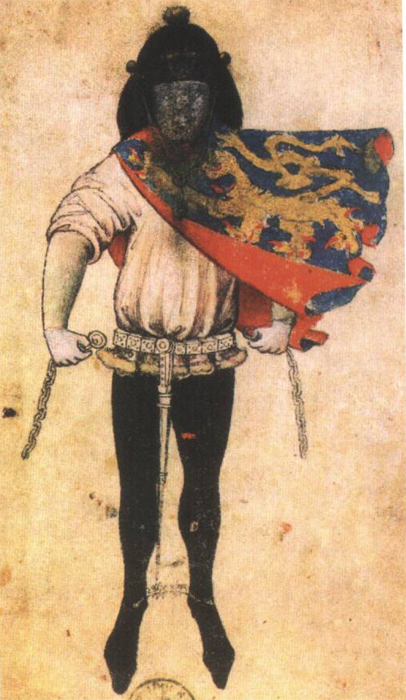
Heraut Gelre in Wapenboek Gelre (f. 122r)

Het Wapenboek Gelre (1395-1402) is een heraldisch ambtsboek met een verzameling van circa 1750 getekende Europese heraldische wapens van de hand van Claes Heynensoon, bekend als heraut Gelre. Het handschrift heeft een belangrijke cultuurhistorische en heraldische waarde en is internationaal bekend. Het is bekend als Codex Gelre, in het Frans als L'Armorial du héraut Gelre, en in het Duits als Wappenbuch Gelre.

De Codex Gelre bestaat zowel inhoudelijk als codicologisch, uit twee delen: het eigenlijke wapenboekgedeelte van 1700 wapens en de achteraf door de heraut Gelre, later voor het wapenboekgedeelte toegevoegde tekstverzameling van 16 gedichten (Van de ever, De slag bij Stavoren, Kroniek van de hertogen van Brabant, Kroniek van de graven van Holland en lofdichten op 12 ridders). Het wordt getypeerd als een universeel wapenboek met hiërarchische opzet. In autograaf wordt het bewaard te Brussel in de Koninklijke Bibliotheek van België (KBR) als hs. (handschrift) 15652-56.

## Geschiedenis
Wapenboek Gelre geeft de heraldische en literaire activiteiten van heraut Gelre weer over de periode 1395-1402, de periode dat hij als heraut in dienst was van hertog Willem I van Gelre. Het was een ambtsboek dat hij steeds onder zich hield voor de uitoefening van zijn ambt. Het is gefaseerd tot stand gekomen. Het literaire voorwerk is door de heraut Gelre achteraf toegevoegd. Schmidt noemde het 'einen gewachsenen Bestand von Texten und heraldischen Zeichnungen'.
Het behoort tot een groep Noord-Nederlandse handschriften van rond 1400 van historische en/of heraldische waarde. Andere tot de groep behorende handschriften zijn het Wapenboek Bellenville, Wapenboek van den Ersten, het Haagsche handschrift, Wapenboek Beyeren, het Kladblok, de Hollandsche cronicke en het Gotha-fragment. Vijf van deze handschriften zijn net als het Wapenboek Gelre van de hand van Heraut Gelre, later Heraut Beyeren.

## Codicologischeomschrijving
Bij overlijden van Heraut Gelre bestond het handschrift uit 115 perkamenten folia van goede kwaliteit. De folia meten 22 bij 14 cm maar zijn alle bijgesneden en vormen tezamen 18 katernen. Het oorspronkelijke handschrift bevatte 14 katernen (de nrs. 5 t/m 18) zijnde de oude kern van het handschrift het *wapenboek, waaraan achteraf door Heraut Gelre katern 1 t/m 4 zijn toegevoegd zijnde het literaire voorwerk. De verzen zijn aan de voorzijde geplaatst omdat de achterzijde nog niet af was.
De interne kernstructuur bestaat uit het basisprincipe van drie ineengeschoven dubbelbladen. De katernen 4, 8 (IV), 13 (IX) en 14 (X) zijn vermeerderd met een enkelblad. Handschriften met dit soort basisprincipe zijn zeldzaam.
In het voorwerk worden twee schrifttypen gebruikt, het Littera textualis voor fol.1ra-6vb en fol. `8vb-21ra, Littera cursiva formata voor fol. 6vb-18vb. Beide zijn van het gotische type.
Wapenboek Gelre bevat ruim 1700 getekende wapens. Het voorwerk bestaat uit ereredes, rijmkronieken en wapendichten. Het bevat een hiërarchisch overzicht van het merendeel van de Europese ridderschap. Deze unieke verzameling wordt bewaard te Brussel, KBR, 15652-56, en werd verworven uit de nalatenschap van de bibliofiel Karel van Hulthem.
De codex werd voor het laatst herbonden in 1975. Hij is uit elkaar gehaald, er is voor en achter een extra perkamenten schutblad toegevoegd en het geheel werd met nieuw bindgaren opnieuw gebonden. Op de recto-zijde van het laatste vrije schutblad staat de naam van de restaurateur, M. Marchoul en het jaartal '1975'. Op het voorafgaande schutblad staat op de verso-zijde een schema van de katernopbouw van het handschrift. Dit schema wordt beoordeeld als zeer betrouwbaar.
Later werk van Heraut Gelre, in zijn ambt als Heraut Beieren, maakt een meer verzorgde indruk en is als geheel regelmatiger.

## Kunsthistorisch onderzoek
Uit kunsthistorisch onderzoek is gebleken dat het foliogrote herautenportret (f.122r) en de foliogrote keizer-keurvorsten-miniatuur (f.26r) van dezelfde hand zijn. Deze kunstenaarshand wijkt af van de hand van het handschrift in geheel door de uitzonderlijke stilistische kwaliteit. Hetzelfde geldt voor het helmteken in het wapen van ridder graaf Rudolf III van Nidau (f.15vb), in de erecyclus van het literaire voorwerk. Voor de drie genoemde afbeeldingen moet heraut Gelre de hulp gehad hebben van een begaafd kunstenaar.
Het herautenportret, de keizer-en-keurvorsten-miniatuur en het wapen van Nidau worden gerekend tot de internationale gotiek, een vernieuwende schilder- en miniatuurkunst van het einde van de veertiende eeuw, en worden verondersteld in het Nijmeegse schildersatelier van de gebroeders Maelwael tot stand te zijn gekomen. Herman Maelwael wordt genoemd als uitvoerend kunstenaar.

## Toelichting

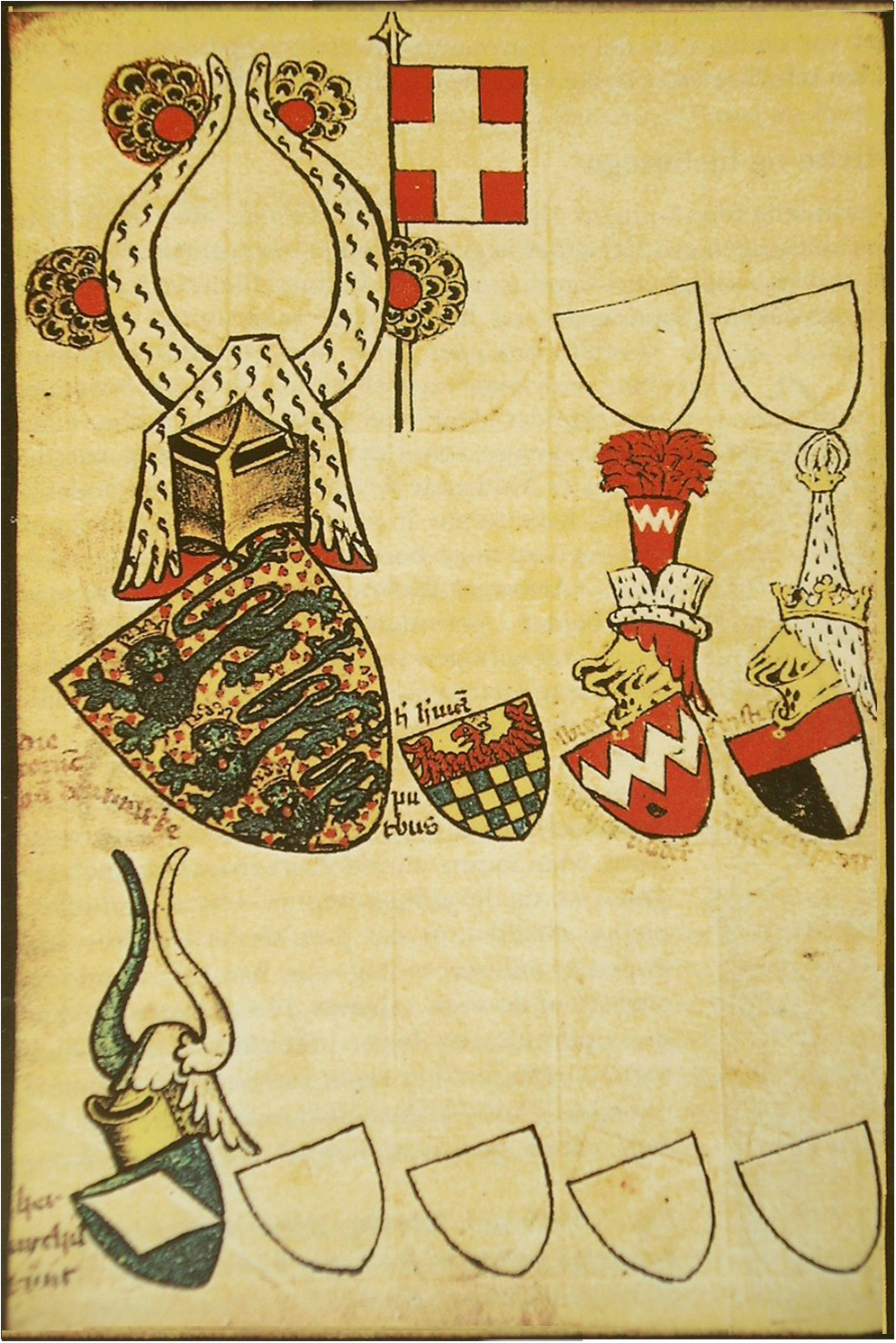
f. 55v uit het boek toont de oudste bron waarin een wit kruis op een rood veld de vlag van Denemarken is.

Claes Heinenzoon stond als Wapenkoning der Ruwieren, dat is wapenkoning in het rivierengebied Maas-Rijn-Moezel, boven de persevanten en herauten in dit gebied. Een heraut hield zich ambtshalve bezig met de registratie en verificatie van de wapens. Koningen, bisschoppen en hun vazallen waren kenbaar aan hun wapens. Een heraut kon, op basis van de gevoerde wapens en helmtekens, zijn heer vertellen welke ridders aan een toernooi of veldslag deelnamen. Claes Heinen verzamelde de heraldische kennis die hij nodig had in het Wapenboek Gelre. Het handschrift bestaat uit 161perkamenten folio's, gebundeld in 6 delen met afmeting 22 bij 14 cm en bevat meer dan 1 800 wapens. Telkens staat het wapen van de belangrijkste vorst, te beginnen met de paus en de keizer, voorop met een grotere afbeelding en deze wordt gevolgd door zijn ridders in volgorde van belang. Aan het eind komt het portret van de heraut zelf voor met de Gelderse leeuw op het wapenrok.

## Kopiewapenboeken Gelre
Een kopie van het Wapenboek Gelre, gemaakt omstreeks 1500 en toegeschreven aan een Leids kunstenaar, Cornelis Enghebrechtsz, is, als oudste wapenboek, in het bezit van de Hoge Raad van Adel. Deze kopie bevat zo'n 1400 wapens, minder dan in het origineel.
Een belangrijke kopie werd gemaakt door Victor Bouton. Van 1881 tot 1905 gaf hij 6 delen uit met bijna het gehele wapenboek. Deze uitgaven zijn vooral bekend om de nauwkeurige weergave van de wapenafbeeldingen, die geheel met de hand waren ingekleurd. Er zijn per deel ca. 60 exemplaren gedrukt, maar niet meer dan 45 verkocht.

## Wetenswaardig
- Het Wapenboek Gelre is de oudste onbetwiste bron waarin een rode vlag met een wit kruis aan de Deense koning wordt gekoppeld. Op pagina 55 staat het Deense wapenschild met een helm met horens erboven. Rechts van het schild staat een rode banier met een wit kruis erop afgebeeld; links ervan staat "die coninc van denmarke".

- Het Wapenboek Gelre bevat een, aan Herman Maelwael toegeschreven geschilderde afbeelding van Claes Heynen. Na het Wapenboek Gelre schreef Heynen het Wapenboek Beyeren.

- De Gentse bibliofiel Karel van Hulthem verwierf het wapenboek Gelre in 1820 op een publieke veiling van de bibliotheek van Anne-Thérèse-Philippine gravin d'Yve voor 19 gulden. Na de dood van de eigenaar ging het bij legaat over naar de Verzameling Handschriften van de KBR te Brussel. In deel zes van de Bibliotheca Hulthemiana wordt de codex in 1837 voor het eerst op wetenschappelijk verantwoorde wijze beschreven (nr 195, blz 51-53).[7][8]

## Edities
- Victor Bouton (red.), Wapenboeck, ou Armorial de 1334 à 1372 : contenant les noms et armes des princes chrétiens ecclésiastiques et séculiers, suivis de leurs feudataires selon la constitution de l'Europe et particulièrement de l'empire d'Allemagne… / par Gelre, héraut d'armes, Paris 1897.
- Christiane Van den Bergen-Pantens, Paul Adam-Even (red.): Gelre : B.R. Ms. 15652–56. Van Helmont, Leuven 1992. Dit boek is afgedrukt in zwart-wit. Een voorwoord van C. van den Bergen Pantens, een bewerking door F. Lyna (1936), en een beschrijving van P. Adam-Even, 1961-1968.
- Michel Popoff, Michel Pastoureau (red.): Armorial de Gelre (Bibliothèque Royale de Belgique, Ms 15652–15656). Léopard d'Or, Paris 2012, ISBN 978-2863772317. Dit boek bevat een deel van de gekleurde platen van Victor Bouton, helaas niet alle.

## Schema van de ontstaansperiodes
| Katernen                       | Folia             | Oude kern         | Oude foliëring | Ontstaansperiode | Inhoud en opmerkingen |                   |                   |
| Literair voorwerk              | Literair voorwerk | Literair voorwerk | Literair voorwerk | Literair voorwerk | Literair voorwerk | Literair voorwerk | Literair voorwerk |
| ------------------------------ | ----------------- | ----------------- | --- | --- | --- | ----------------- | ----------------- |
| 1                              | ff. 1-6           |                   | | Ge I onbekend Ge II ca. 1395/1396 of later Ge III vóór ca. 1402/1404                                                                                               | afdeling 1: ff.1ra-6vb teksttype littera textualis Ge I Van den ever (uitdagingen van 17 ridders tot Jan III, hertog van Brabant, en diens antwoord daarop) Ge II Gedicht op de slag bij Stavoren Ge III Korte Kroniek van Brabant |                   |                   |
| 2                              | ff. 7-12          |                   | | Ge IV tussen ca. 1395/96 en 1405 (in elk geval na 13 juli 1393) Ge V onbekend Ge VI ca. 1395/1396 of later                                                         | afdeling 2: ff.6vb-12 teksttype littera cursiva formata Ge IV Korte kroniek van de graven van Holland Ge V Ererede op Heinriic van Nueft Ge VI Ererede op Rutger Raitz (f.11v) |                   |                   |
| 3                              | ff. 13-18         |                   | | Ge VII onbekend Ge VIII na 13 juli 1393 Ge IX vóór ca. 1396/1397 of kort erna Ge X idem Ge XI idem Ge XII idem Ge XIII idem Ge XIV idem Ge XV idem Ge XVI onbekend | afdeling 2: 13-18vb teksttype littera cursiva formata Ge VII Ererede op Diederic van de Elner Ge VIII Ererede op Daniel VI van der Merwede (f.14r) Ge IX Ererede op graaf Johan I van Sponhem-Kreuznach (f.15r) Ge X Ererede op graaf Willem III van Holland (f.15v) Ge XI Ererede Rudolf van Nidau (f.15v). Het vrouwenkopje op het helmdek is in Internationale Stijl, wat duidt op een andere hand Ge XII Ererede Gerard III van Holstein (f.16r) Ge XIII Ererede op Reinoud I van Valkenburg (f.16v) Ge XIV Ererede op Heinrich I van Virneburg (f.17v) Ge XV Slotgedicht van de Erecyclus Ge XVI Ererede op Adam van Moperingen (f.18vb) De helm wijkt af van voorgaande helmen |                   |                   |
| 4                              | ff. 19-25         |                   | | Ge XVII tussen 25 juni en 1414 | in katern 4 is een enkelblad toegevoegd afdeling 3: 19-21ra teksttype littera textualis Ge XVII Ererede op hertog Willem II van Gulik (f.21r) |                   |                   |
| *Wapenboekgedeelte (1395-1402) |                   |                   | | | |                   |                   |
| 5                              | ff. 26- 33        | I                 | f.26r: [i] ontbreekt f.27r: ii f.29r: [iii] mogelijk verloren gegaan ff.30r-31r: geen nr. dubbelblad is later toegevoegd ff.32r-33r: v-vi | ff.30-31 in latere eeuw toegevoegd | ff.30-31 zijn door een latere bezitter toegevoegd ze zijn blanco, de voorgetekende schildvormen ontbreken zonder ff.30-31 voldoet katern 5 (I) aan de basisvorm |                   |                   |
| 6                              | ff. 34-39         | II                | ff.34r-36r: vii-ix f.37r: x is nauwelijks meer te onderscheiden f.38r: x nr. 'x' abusievelijk herhaald f. 39r xi                          | | |                   |                   |
| 7                              | ff. 40-45         | III               | ff.40r-43r: xii-xv f.44r: xvi met 'xvi verspringt de foliëring naar rechtsboven f.45r. nog nauwelijks te lezen                            | | |                   |                   |
| 8                              | ff. 46-51         | IV                | Vanaf f.46r is de foliëring afgesneden | | Wapenprovincie Frankrijk en loopt via overige wapenprovincies door naar V |                   |                   |
| 9                              | ff. 52-57         | V                 | | | Wapenprovincies die door lopen naar VI |                   |                   |
| 10                             | ff. 58-63         | VI                | | | Wapenprovincies die doorlopen naar VII |                   |                   |
| 11                             | ff. 65-70         | VII               | | | op f.65r eindigt wapenprovincie Schotland die in het vorige katern VI begonnen was op f.70v begint de wapenprovincie Oostenrijk en loopt door in katern VIII |                   |                   |
| 12                             | ff. 71-79         | VIII              | | ff.76-79 ca. 1427/30 | begint met het laatste deel van de wapenprovincie Oostenrijk ff.76-79 zijn na overlijden van heraut Gelre door een Brabantse heraut toegevoegd, de Eerste Wapenboekcontinuator f.76r/v een afdeling Limburg f.77v een afdeling Brabant met wapen van Filips van Saint-Pol, hertog van Brabant |                   |                   |
| 13                             | ff. 80-85         | IX                | | | |                   |                   |
| 14                             | ff. 86-91         | X                 | | | |                   |                   |
| 15                             | ff. 92-97         | XI                | | | verbonden met XII door de wapenprovincie Meckelenburg |                   |                   |
| 16                             | ff. 98-103        | XII               | | | eindigt met afdeling 'diversen' die doorloopt in XIII |                   |                   |
| 17                             | ff. 106-111       | XIII              | | | afdeling 'Diversen' f.107 f.109-111r ter afsluiting van het *wapenboekgedeelte wapens van de bisschop van Münster en zijn vazallen f.111v gelegenheidswapenserie tocht naar Pruisen |                   |                   |
| 18                             | ff. 112-115       | XIV               | | f.112v na 1405 f.113v in de 16de eeuw | XIV behoort niet meer tot het wapenboekgedeelte, wel tot de oude kern f.112v kwartierstaat van Maria van Bourgondië, dit is het laatste dat door Heraut Gelre is toegevoegd f.113v de in de zestiende eeuw zes toegevoegde Pommerense wapens, behoren dus niet tot 'Wapenboek Gelre' |                   |                   |
| Later toegevoegd               |                   |                   | | | |                   |                   |
| 19                             | ff. 116-119       |                   | | 16de eeuw | materiële uitbreiding uit de zestiende eeuw |                   |                   |
| z nr.                          | ff.120-121        |                   | | | |                   |                   |
| z nr.                          | f.122r            |                   | | | Portret Heraut Gelre, schildersatelier gebroeders Maelwael Nijmegen, vermoedelijk Herman Maelwael het perkament waarop de heraut is afgebeeld behoorde oorspronkelijk tot de oude kern van het *wapenboekgedeelte, het had oorspronkelijk de horizontale en verticale lijnen van de andere bladen |                   |                   |